# Жага самогубства
Жага самогубства (англ. Death) — шостий епізод серіалу «Південний Парк», його прем'єра відбулася 17 вересня 1997 року.

## Сюжет
Серія починається зі святкування дня народження старенького дідуся Стена. Йому 105 років і єдине його бажання — вмерти, що, втім, не хвилює нікого з членів сім'ї. Дідусь намагається домогтися смерті всіма способами: спочатку він намагається застрелитися, коли разом зі Стеном дивиться телевізор, потім просить онука вбити його, але отримує відмову. Як і всі його однокласники, Стен вкрай захоплений новим телешоу — шоу Терренса і Філліпа. Однак, коли Шейла Брофловські зауважує, що саме дивиться її син, вона негайно обдзвонює всіх матерів міста і містера Гаррісона з метою припинити показ подібної передачі.
На наступний день містер Гаррісон оповіщає дітей про те, що дивитися шоу Терренса і Філліпа погано. Кенні приходить в клас із запізненням, пояснюючи це тим, що у нього «вибуховий пронос». Протягом усього уроку він майже щохвилини бігає в туалет, звідти дуже голосно даючи зрозуміти про характер своєї хвороби. Також Стен запитує у містера Гаррісона, чи можна вбити того, хто сам про це просить, але вчитель пропонує Стену «не торкатися цього навіть шестиметровою палицею» (англ. I'm not touching that one with a twenty-foot pole). Після занять він запитує у Шефа, і той радить «не торкатися цього навіть дванадцятиметровою палицею» (англ. I do not want to touch that with a forty-foot pole).
Попри заборону, друзі знову збираються у Стена, щоб подивитися телешоу. Перед початком «Терренса і Філліпа» Стен дзвонить Ісусу на його шоу «Ісус і друзі» і ставить те саме запитання, але Ісус радить Стену «не торкатися цього навіть вісімнадцятиметровою палицею» (англ. I'm not touching that with a sixty-foot pole). Коли починається шоу Терренса і Філліпа, Стен погоджується з проханням дідуся потримати якусь мотузку. Однак тут приходить Шеллі і звертає увагу на те, що Стен затягує мотузку на шиї дідуся. Коли його трохи пізніше запитують, навіщо він намагався зробити це, він відповідає: «Ну, ми просто дивилися Терренса і Філліпа», і всі вирішують, що винне телешоу.
Під проводом Шейли починається страйк біля будівлі телестудії «Cartoon Central». При цьому дорослі, починаючи з містера Гаррісона, якого заразив Кенні, по черзі підхоплюють шлункову інфекцію. Через деякий час президент телекомпанії виходить зі студії і передає офіційне звернення від керівництва: "Ідіть на [цензор]. Якщо у вас є запитання, ставте їх он тій цегляній стіні", а потім показує протестувальникам дупу.
Тим часом дідусь вирішує показати Стену, наскільки насправді жахливе його життя. Він замикає його в маленькій темній кімнаті і голосно включає тужливу музику, не даючи Стену вийти. Через недовгий час Стен вивалюється з кімнатки з жахом і вирішує допомогти дідусеві, якщо все його життя настільки жахливе, як ці кілька хвилин.
Протестувальники вирішують перейти до активних дій. Для цього, починають здійснювати масові самогубства, «вистрілюючи» собою в будівлю телецентру. Також в рядах протестувальників продовжує поширюватися шлункова інфекція.
В Південному Парку Стен намагається вбити дідуся. Для цього він садить його під деревом, на яке зверху підвішує корову (та повинна впасти і вбити дідуся). Раптово з повітря з'являється Смерть (істота в плащі і з косою); дідусь радий, що вона нарешті прийшла за ним, але вона вирушає в погоню за дітьми. Ті нажахано тікають, спочатку намагаючись з дому Стена додзвонитися батькам (їм не до того), а потім тікають по вулиці; слідом за Смертю їде на інвалідному кріслі дідусь, намагаючись покликати її до себе. Раптово Смерть зауважує по телевізору на вітрині програму Терренса і Філліпа; вона зупиняється і починає сміятися.
Біля будівлі телестудії тривають самогубства. Нарешті, виходить директор і визнає свою поразку, викликане «фашистською тактикою з викурювання їх за допомогою смороду смердючих фекалій». Він прибирає шоу Терренса і Філліпа з ефіру. Смерть знову кидається за дітьми і, нарешті, вбиває Кенні. Коли дідусь Марш запитує, чому вона не забере його, Смерть викликає з чистилища душу дідуся Марша, який пояснює, що всі повинні вмирати природною смертю.
Батьки повертаються в Південний Парк з почуттям виконаного обов'язку. Однак Шейла раптово помічає, що в телешоу, що замінило «Терренса і Філліпа», теж лаються, і знову починає протести. Діти, втративши улюблене заняття, вирішують спробувати токсикоманію, курити крек і дивитися порно, а дідусь вирушає до Африки, сподіваючись загинути в сафарі.

## Проблеми, порушені в епізоді
Проблема батьків, які замість того, щоб виховувати своїх дітей, намагаються боротися з телебаченням.
Проблема легалізації евтаназії. Іншим став 4 епізод 9 сезону «Найкращі друзі назавжди».

## Смерть Кенні
Смерть довго переслідує дітей і потім, наздогнавши їх, вбиває Кенні. Кайл говорить: «Господи, він убив Кенні! Сволота!», А Стен каже, що Смерть, виявляється, ганялася весь цей час саме за Кенні.

## Персонажі
У цьому епізоді вперше з'являються: дідусь Марш
Шейла Брофловські
Терренс і Філліп і їх телешоу
Можливо, Стюарт Маккормік (див. Розділ «Факти»)
У класі сидять (зліва направо): Терренс; Бебе, Клайд; Піп; Картман; токен; Кевін; Кайл; Дог Пу; Кенні; Стен; Енні; Берта. Кевін також варто в їдальні — наступним у черзі після головних героїв.